# Chari (departement)
Chari er et af de tre departementer, som udgør regionen Chari-Baguirmi i Tchad.
12°03′N 15°18′Ø / 12.05°N 15.3°Ø